# O Mosquito
O Mosquito foi uma revista de banda desenhada portuguesa fundada em 1936.

## História
O Mosquito surgiu para concorrer com outras revistas do mesmo género (histórias aos quadradinhos, como se dizia nesse tempo) existentes na altura, a Tic-Tac, O Senhor Doutor, a Revista do Mickey e O Papagaio. Estava-se numa época em que esse género de publicações constituía uma das formas mais populares de entretenimento da juventude.
O nº 1 foi lançado a 14 de janeiro de 1936 e foi um sucesso de vendas desde o inicio, chegando a sua tiragem a atingir os 40.000 exemplares por número (na altura em que era bissemanal, imprimindo portanto uns 80.000 exemplares por semana ) e tinha uma inovação, trazia uma separata miniatura, dedicada a meninas, chamada “A Formiga”, que trazia a Anita Pequenita.
O sucesso foi tal que a revista no início com periodicidade semanal até ao nº360 e com saída inicialmente às terças-feiras mais tarde às quintas-feiras passou, a partir de 9 de Dezembro de 1942 com nº361 a ser bissemanal, com saída às quartas- feiras e sábados.
Uma das razões desse sucesso era o facto de o seu preço ser mais acessível do que os das revistas congéneres. Em 1936, o Mickey custava, 1$50 (um escudo e cinquenta centavos) o equivalente, na moeda actual, a menos de um cêntimo, enquanto O Senhor Doutor, o Tic-Tac e O Papagaio custavam 1$00 (um escudo), O Mosquito ficava-se pelos 50 centavos (ou cinco tostões, como aparecia escrito na capa).
Por outro lado, a qualidade dos autores estrangeiros, como os ingleses Colin Merritt, Reg Perrott, Roy Wilson, Percy Cocking, Walter Booth, os espanhóis Angel Puigmiquel, Arnal, Arturo Moreno, Emilio Freixas, Jesús Blasco, Adriano Blasco, Alejandro Blasco, Pili Blasco, os americanos Darrel McClure, Harold Foster, John Lehti, os franceses Gigi, Marijac, Paul Gillon, e tantos outros, criavam um grande interesse e procura da revista.
Entre os artistas portugueses presentes na publicação contam-se: Tiotónio (António Cardoso Lopes), um dos seus fundadores e criador das figuras de Zé Pacóvio e Grilinho, Eduardo Teixeira Coelho (E.T.Coelho, ou ETC) que ficou indelevelmente ligado à memória de O Mosquito, tendo o seu estilo marcado a revista, com os vários cabeçalhos e como com as ilustrações para as capas e novelas, bem com as suas bandas desenhadas, com destaque para O Caminho do Oriente, Jayme Cortez, Vítor Péon, José Garcês, José Ruy e Ruy Lupi Manso.
O Mosquito foi uma revista que exerceu um fascínio tal sobre os seus leitores que ainda hoje continua a ser recordada, tendo havido numerosos artigos e diversos livros sobre a publicação.
Teve várias tentativas de republicação nas décadas seguintes, mas nenhuma teve o sucesso da primeira série.

## As séries deO Mosquito

### Série 1 (1936-1953)
Foi fundado em 1936 por Tiotónio (António Cardoso Lopes) e Raul Correia. O primeiro número foi impresso pela Litografia Castro em Lisboa e teve uma tiragem inicial de 5.000 exemplares.
Colaboraram autores como Reinaldo Ferreira (o famoso Repórter X), Guedes de Amorim, Eduardo de Noronha, Odette de Saint-Maurice, Maria Lamas, Sarah Beirão e Jesus Blasco, o criador do Cuto.
Publicou séries como, Capitão Meia-Noite, Barão de Dorset, Cuto, Serafim e Malacueco, Kit Carson, Jack Tim, Os Flibusteiros, A Seita do Dragão Verde, A Nau Perdida, Sunyana e O Rebelde.
O último número foi o 1412 publicado a 24 de Fevereiro de 1953, após 17 anos de publicação ininterrupta.

### Série 2 (1960-1961)
O director foi José Ruy, e o editor foi E. Carradinha. Tinha 16 páginas e as dimensões eram de 18x25 cm, o primeiro número foi publicado a 16 de Novembro de 1960.
Publicou séries como, Brick Bradford (com o nome de Capitão Relâmpago), Jim & Billy, Jack Tubb, Homem-Morcego e Rudy Carter.
O último número foi o 30 publicado a 7 de Junho de 1961.

### Série 3 (1961)
O director e editor foi António da Costa Ramos. Tinha 16 páginas e as dimensões eram de 17,5x25,5 cm, o primeiro número foi publicado a 16 de Novembro de 1961. E o último foi o nº4 publicado a 22 de Novembro de 1961.

### Série 4 (1975)
Foi publicado apenas um número a 31 de Dezembro de 1975, tinha 16 páginas e as dimensões eram de 16,5x23,5 cm, o seu director e editor foi Fernando de Andrade.

### Série 5 (1984-1986)
A periodicidade foi variável, o editor foi Carlos & Reis, Lda e o director foi José Chaves Ferreira. Tinha 60 páginas e as dimensões eram de 21X29 cm, o primeiro número foi publicado em Abril de 1984.
Colaboraram autores como ET Coelho, Jayme Cortez, Victor Mesquita, Julio Ribera, Fernando Relvas, Luís Louro & Tózé Simões, Moebius, Yves Chaland, Jesus Blasco, Manfred Sommer, Milo Manara, Harold Foster, Paul Gillon e Hugo Pratt.
Publicou séries como, Às de Espadas, Torpedo 1936, Freddy Lombard, Frank Cappa, Príncipe Valente, Alack Sinner e Jim del Monaco.
O último número foi o 12 publicado em Janeiro de 1986.